# Казакова, Мария (футболистка)
Мария Казакова (1 ноября 1990) — российская футболистка, защитница.

## Биография
Воспитанница подмосковного Училища олимпийского резерва. В начале взрослой карьеры выступала в первом дивизионе России за команды училища — «УОР-Россиянка» (Звенигород), «Вятич-УОР» (Узуново), «УОР» (Серебряные Пруды).
В высшем дивизионе дебютировала в составе клуба «УОР-Звезда» 21 июля 2010 года в матче против «Кубаночки», заменив на 78-й минуте Наталью Оспиову. Свой первый гол забила 3 августа 2010 года в матче против воронежской «Энергии». Всего в составе подмосковного клуба сыграла в высшей лиге 10 матчей и забила один гол.
В первой половине 2011 года выступала в высшей лиге за клуб «Мордовочка», провела 12 матчей и забила один гол. Летом того же года перешла в клуб первого дивизиона «Олимп» (Старый Оскол). Осенью 2012 года играла в высшем дивизионе за «Дончанку» (Азов), провела 5 матчей.
Дальнейшая судьба неизвестна.